# Martine Smeets
Pour les articles homonymes, voir Smeets.
Martine Smeets, née le 5 mai 1990 à Geesteren, est une joueuse internationale néerlandaise de handball, évoluant au poste d'ailière gauche. Elle est notamment Championne du monde 2019.

## Biographie
En décembre 2015, elle crée la surprise avec les Pays-Bas en atteignant la finale du championnat du monde, perdue face à la Norvège,.
En décembre 2017, elle décroche une médaille de bronze lors du championnat du monde en remportant le match pour la troisième place face à la Suède.
En janvier 2019, elle retrouve son sélectionneur Emmanuel Mayonnade au Metz Handball pour remplacer Manon Houette, victime d'une blessure longue durée (ligaments croisés).

## Palmarès

### En club
compétitions internationales
- finaliste de la coupe EHF en 2017 (avec SG BBM Bietigheim)

compétitions nationales
- championne d'Allemagne en 2014 et 2015 (avec Thüringer HC), 2017 et 2019 (avec SG BBM Bietigheim)
- championne des Pays-Bas en 2011, 2012 et 2013 (avec SV Dalfsen)

### En sélection
Jeux olympiques
- 4e place aux Jeux olympiques de 2016 à Rio de Janeiro au Brésil

championnats du monde
- vainqueur du Championnat du monde 2019
- finaliste du championnat du monde 2015
- troisième du championnat du monde 2017
- 12e du championnat du monde 2013[5]

championnats d'Europe
- troisième du championnat d'Europe 2018